# 베티 수
베티 수(영어: Betti number)는 위상 공간의 호몰로지 군의 계수다. 공간의 위상적 특성을 나타내는 수열의 하나다. 기호는 {\displaystyle b_{k}}며, 0이거나, 양의 정수이거나, {\displaystyle \infty }이다. 좀 더 다루기 쉬운 (콤팩트 공간 또는 CW 복합체 등) 경우에는 베티 수는 모두 유한하며, 어느 {\displaystyle k_{0}}부터 {\displaystyle k\geq k_{0}}에 대하여 {\displaystyle b_{k}=0}이다.

## 정의
위상 공간 {\displaystyle X}, 음이 아닌 정수 {\displaystyle k}, 체 {\displaystyle \mathbb {F} }가 주어지면, {\displaystyle k}번째 베티 수 {\displaystyle b_{k}(X,\mathbb {F} )}는 {\displaystyle k}번째 특이 호몰로지 공간 {\displaystyle H_{k}(X;\mathbb {F} )}의 ({\displaystyle \mathbb {F} }에 대한 벡터 공간으로서의) 차원이다. 식으로 쓰면 다음과 같다.
{\displaystyle b_{k}(X,\mathbb {F} )=\dim H_{k}(X;\mathbb {F} )}
일반적으로, {\displaystyle \mathbb {F} }가 주어지지 않았을 때에는 {\displaystyle \mathbb {F} =\mathbb {Q} } (유리수)를 의미하는 것이다. 유리수에 대한 베티 수는 정수에 대한 호몰로지 공간 {\displaystyle H_{k}(X;\mathbb {Z} )}의 계수와 같다. {\displaystyle \mathbb {F} }의 표수가 0이면 베티 수는 항상 유리수에 대한 베티 수와 같지만, 표수가 유한한 경우 달라질 수 있다. 만약 {\displaystyle k}가 주어지지 않으면 암묵적으로 {\displaystyle k=1}이다.
콤팩트 공간이나 CW 복합체의 베티 수는 어떤 유한한 {\displaystyle k_{0}} 이상으로는 {\displaystyle k\geq k_{0}}에 대하여 {\displaystyle b_{k}=0}이다. 따라서 베티 수를 생성함수로 나타낼 수 있는데, 이를 푸앵카레 다항식(영어: Poincaré polynomial)이라 한다. 즉 푸앵카레 다항식 {\displaystyle P(z)}는 다음을 만족한다.
{\displaystyle P(z)=\sum _{k=0}^{\infty }b_{k}z^{k}}
무한차원에서는 이를 일반화하여 푸앵카레 급수(영어: Poincaré series)를 정의할 수 있다.

## 성질
거칠게 말해서, {\displaystyle k>0}일 때 베티 수 {\displaystyle b_{k}}는 {\displaystyle k}차원 "구멍"의 수를 나타내는 것으로 해석할 수 있다. 예를 들어 구 {\displaystyle \mathbb {S} ^{n}}의 베티 수는 {\displaystyle k\in \{0,n\}}일 때에만 1이고 나머지 경우엔 0이다.
유한한 CW 복합체 {\displaystyle K}의 경우 오일러 지표와 베티 수는 다음과 같은 관계를 가진다.
임의의 체 {\displaystyle \mathbb {F} }에 대하여, {\displaystyle \chi (K)=\sum _{i=0}^{\infty }(-1)^{i}b_{i}(K,\mathbb {F} )}
여기서 {\displaystyle \chi (K)}는 오일러 지표이다.
임의의 (베티 수열이 유한한) 위상 공간 {\displaystyle X}와 {\displaystyle Y}에 대하여 그 곱공간 {\displaystyle X\times Y}의 푸앵카레 다항식은 각 공간의 푸앵카레 다항식의 곱이다.
{\displaystyle P_{X\times Y}(z)=P_{X}(z)P_{Y}(z)}
마찬가지로,{\displaystyle X}와 {\displaystyle Y}의 분리합집합 {\displaystyle X\sqcup Y}의 푸앵카레 다항식은 각 공간의 푸앵카레 다항식의 합이다.
{\displaystyle P_{X\sqcup Y}(z)=P_{X}(z)+P_{Y}(z)}
닫힌 n차원 가향 다양체 {\displaystyle X}의 경우, 베티 수는 다음 관계를 만족한다.
{\displaystyle b_{k}(X)=b_{n-k}(X)}
이는 푸앵카레 쌍대성 {\displaystyle H^{k}=H_{n-k}}으로부터 유도할 수 있다.

## 예
{\displaystyle n}차원 초구 {\displaystyle \mathbb {S} ^{n}}의 푸앵카레 다항식은 다음과 같다.
{\displaystyle P_{\mathbb {S} ^{n}}(z)=1+z^{n}}
{\displaystyle n}차원 원환면 {\displaystyle \mathbb {T} ^{n}}의 푸앵카레 다항식은 원의 푸앵카레 다항식으로부터 다음과 같다.
{\displaystyle P_{\mathbb {S} ^{n}}(z)=(1+z)^{n}}
{\displaystyle n}차원 실수 사영 공간 {\displaystyle \mathbb {RP} ^{n}}의 푸앵카레 다항식은 다음과 같다.
{\displaystyle P_{\mathbb {RP} ^{n}}(z)={\begin{cases}1&2\mid n\\1+x^{n}&2\nmid n\end{cases}}}
무한 차원 실수 사영 공간 {\displaystyle \mathbb {RP} ^{\infty }}의 푸앵카레 다항식은 다음과 같다.
{\displaystyle P_{\mathbb {RP} ^{n}}(z)=1}
{\displaystyle 2n}차원 복소수 사영 공간 {\displaystyle \mathbb {CP} ^{n}}의 푸앵카레 다항식은 다음과 같다.
{\displaystyle P_{\mathbb {cP} ^{n}}(z)=1+z^{2}+\cdots +z^{2n}={\frac {1-z^{2n+2}}{1-z^{2}}}}
무한 차원 복소수 사영 공간 {\displaystyle \mathbb {CP} ^{\infty }}의 푸앵카레 다항식은 다음과 같다.
{\displaystyle P_{\mathbb {CP} ^{n}}(z)=1+z^{2}+z^{4}+\cdots ={\frac {1}{1-z^{2}}}}
종수 {\displaystyle g}의 콤팩트 유향 곡면의 푸앵카레 다항식은 다음과 같다.
{\displaystyle P_{\Sigma _{g}}(z)=1+2gz+z^{2}}
K3 곡면의 푸앵카레 다항식은 다음과 같다.
{\displaystyle P_{\text{K3}}(z)=1+22z^{2}+z^{4}}

### 리 군
콤팩트 단일 연결 단순 리 군 {\displaystyle G}의 푸앵카레 다항식들은 다음과 같은 꼴이다.
{\displaystyle P_{G}(z)=\prod _{n\in N(G)}(1+z^{n})}
여기서 {\displaystyle N(G)}는 원시 지수(영어: primitive exponent)라고 하며, 다음과 같다.
| 단순 리 군                                  | 원시 지수                            | OEIS                  |
| ------------------------------------------- | ------------------------------------ | --------------------- |
| {\displaystyle \operatorname {SU} (n+1)}    | {\displaystyle 3,5,\dots ,2n+1}      |                       |
| {\displaystyle \operatorname {Spin} (2n+1)} | {\displaystyle 3,7,\dots ,4n-1}      |                       |
| {\displaystyle \operatorname {USp} (2n)}    | {\displaystyle 3,7,\dots ,4n-1}      |                       |
| {\displaystyle \operatorname {Spin} (2n)}   | {\displaystyle 3,7,\dots ,4n-5,2n-1} |                       |
| {\displaystyle G_{2}}                       | 3, 11                                |                       |
| {\displaystyle F_{4}}                       | 3, 11, 15, 23                        |                       |
| {\displaystyle E_{6}}                       | 3, 9, 11, 15, 17, 23                 | (OEIS의 수열 A106373) |
| {\displaystyle E_{7}}                       | 3, 11, 15, 19, 23, 27, 35            | (OEIS의 수열 A106374) |
| {\displaystyle E_{8}}                       | 3, 15, 23, 27, 35, 39, 47, 59        | (OEIS의 수열 A106403) |

## 역사
앙리 푸앵카레가 엔리코 베티의 이름을 따서 명명하였다.

## 같이 보기
- 오일러 지표